# Pesseneggen
Pesseneggen ist eine Ortschaft in der Gemeinde Deutsch-Griffen im Bezirk St. Veit an der Glan in Kärnten. Die Ortschaft hat 3 Einwohner (Stand 1. Jänner 2025).

## Lage

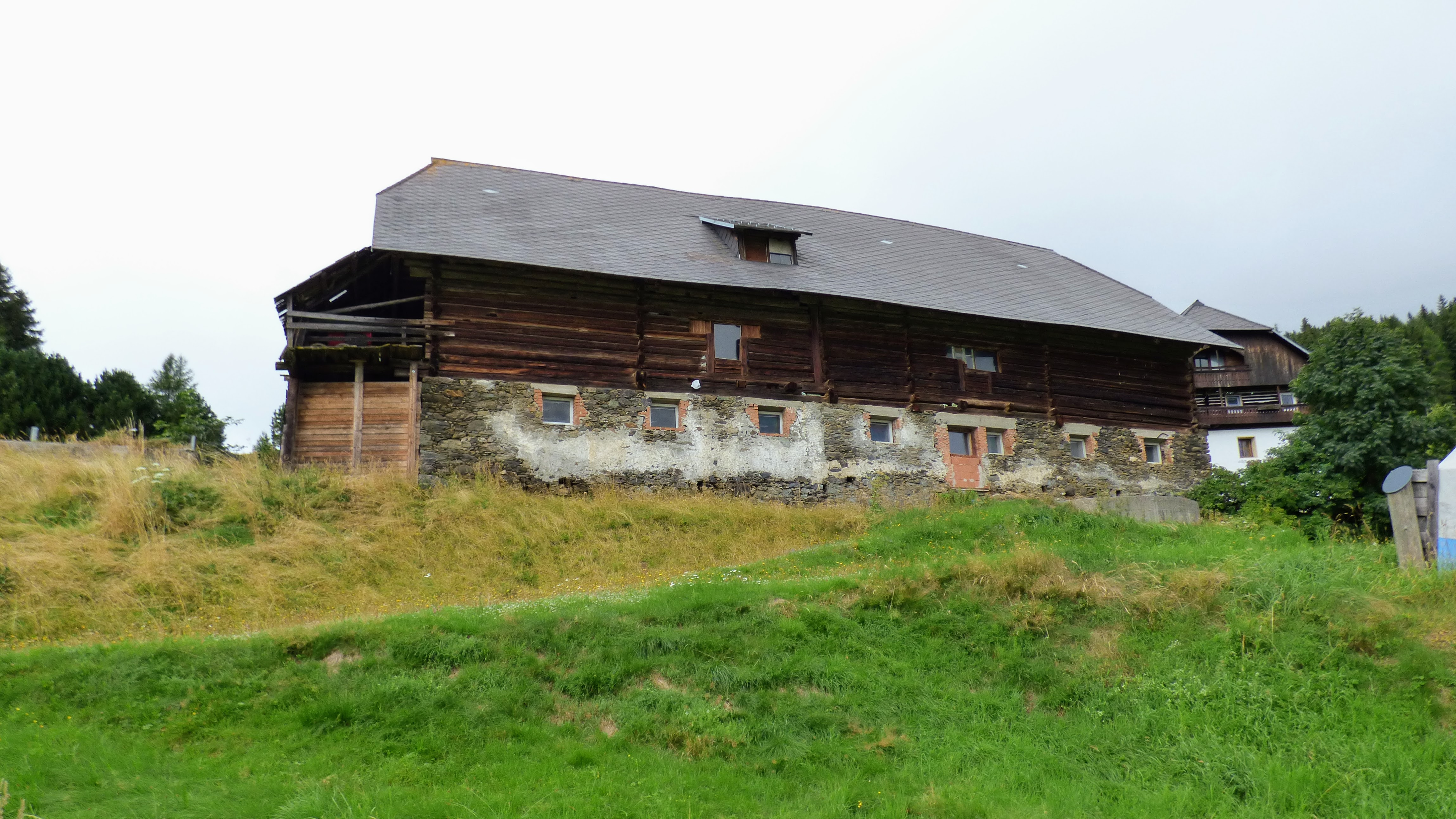
vulgo Samelnig, Pesseneggen Nr. 3

Pesseneggen liegt etwa 4 km Luftlinie nördlich des Gemeindehauptorts Deutsch Griffen, sonnseitig hoch am linken Hang des Tal des Griffenbachs. Zur Ortschaft gehören die Höfe Pessenegger (Haus Nr. 1; der einst benachbarte Hannsl existiert nicht mehr), Samelnig (Nr. 3) und Hölzler (Nr. 4).

## Geschichte
1326 wird der Ort als Poseneck urkundlich erwähnt.
Ab Gründung der politischen Gemeinden 1850 gehörte Pesseneggen zur Gemeinde Deutsch-Griffen. Bei der Kärntner Gemeindestrukturreform von 1973 kam der Ort an die damals neu errichtete Gemeinde Weitensfeld-Flattnitz, seit deren Auflösung 1991 gehört die Ortschaft wieder zur Gemeinde Deutsch-Griffen.

## Bevölkerungsentwicklung
Für die Ortschaft ermittelte man folgende Einwohnerzahlen:
- 1869: 7 Häuser, 44 Einwohner[3]
- 1880: 7 Häuser, 49 Einwohner[4]
- 1890: 7 Häuser, 36 Einwohner[5]
- 1900: 7 Häuser, 33 Einwohner[6]
- 1910: 5 Häuser, 25 Einwohner[7]
- 1923: 2 Häuser, 9 Einwohner[8]
- 1934: 30 Einwohner[9]
- 1961: 2 Häuser, 17 Einwohner[10]
- 2001: 3 Gebäude (davon 2 mit Hauptwohnsitz) mit 3 Wohnungen und 2 Haushalten; 9 Einwohner und 0 Nebenwohnsitzfälle; 0 Arbeitsstätten, 2 land- und forstwirtschaftliche Betriebe[11]
- 2011: 3 Gebäude, 10 Einwohner, 2 Haushalte, 0 Arbeitsstätten[12]
- 2021: 3 Gebäude, 4 Einwohner, 2 Haushalte, 2 Arbeitsstätten[13]